# El vigesimocuarto libro de Amadís de Gaula
El vigesimocuarto libro de Amadís de Gaula ("Das Vier vnd zwentzigst buch der Historien vom Amadis auß Franckreich") es un libro de caballerías alemán, publicado por primera vez en Fráncfort en 1595, como parte del llamado ciclo de Amadís de Francia. 
De autor desconocido, se divide en 79 capítulos. Se trata de una continuación de El vigesimotercer libro de Amadís de Gaula, publicado en 1594 en Fráncfort, que también apareció en francés en 1615.

## Traducciones
Fue traducido al francés y publicado en París en 1615 por el impresor Gilles Robinot, con el título de Le vingt quatrieme et dernier livre d'Amadis de Gaule. En el original alemán la obra se presentó como traducida del francés, mientras que en la versión francesa la obra se presentó como una traducción del español, pero es indiscutiblemente una obra alemana y no existe ningún original en lengua española, ni ninguna versión francesa anterior a 1595. 

## Continuación
Aunque fue presentado como el último del ciclo amadisiano, la acción de la obra fue continuada en la primera parte de Le Romant des Romans de Gilbert Saulnier Duverdier, publicada en París en 1626.